# Municipio de Pleasant Lake (Dakota del Norte)
El municipio de Pleasant Lake (en inglés: Pleasant Lake Township) es un municipio ubicado en el condado de Benson en el estado estadounidense de Dakota del Norte. En el año 2010 tenía una población de 74 habitantes y una densidad poblacional de 0,78 personas por km².

## Geografía
El municipio de Pleasant Lake se encuentra ubicado en las coordenadas 48°19′59″N 99°46′31″O / 48.33306, -99.77528. Según la Oficina del Censo de los Estados Unidos, el municipio tiene una superficie total de 94.74 km², de la cual 88,2 km² corresponden a tierra firme y (6,91 %) 6,54 km² es agua.

## Demografía
Según el censo de 2010, había 74 personas residiendo en el municipio de Pleasant Lake. La densidad de población era de 0,78 hab./km². De los 74 habitantes, el municipio de Pleasant Lake estaba compuesto por el 98,65 % blancos y el 1,35 % eran de una mezcla de razas. Del total de la población el 0 % eran hispanos o latinos de cualquier raza.